# 立花種忠
立花 種忠（たちばな たねただ、1880年（明治13年）1月30日 - 1963年（昭和38年）10月14日）は、大正から昭和期の政治家、華族。貴族院子爵議員、東京府荏原郡入新井町長。旧名・恭忠。

## 経歴
旧三池藩主・立花種恭の八男として東京府深川区深川東元町（現江東区）で生まれる。父の死去に伴い種忠と改名し、1905年（明治38年）2月13日、子爵を襲爵した。
学習院を経て、明治大学を修了した。1907年（明治40年）12月、一年志願兵として騎兵第1連隊に入隊。1911年（明治44年）5月、陸軍騎兵少尉となり、さらに同中尉に昇進した。
1914年（大正3年）7月25日、貴族院子爵議員補欠選挙で当選し、研究会に所属して活動し、1946年（昭和21年）4月8日に辞職するまで五期在任した。その他、齋藤内閣・逓信参与官、航空事業調査会委員、厚生省委員、東京府荏原郡入新井町長などを務めた。墓所は青山霊園(1イ1-1)。

## 栄典
- 1921年（大正10年）8月30日 - 正四位[9]

## 親族
- 父 種恭（たねゆき、立花種道長男、立花氏三池藩及び下手渡藩藩主、学習院初代院長）
- 母 辰子（ときこ、牧野節成三女）[1][3]
- 妻 理子（みちこ、立花寛治二女、加納久宜養女、1904年9月結婚）[1][3]
- 長男 種勝[1]
  - 妻 立花美年子（みねこ、北白川宮成久王第一王女）[1]
- 養女 喜子（立花種政長女、真田幸邦夫人）[1]
- 長女 喜美子（久松定秋夫人）[1]